# سوپو گلووانی
سوپو گلووانی (به گرجی: სოფო გელოვანი) (زاده ۲۱ مارس ۱۹۸۴) خواننده گرجستانی است.
او در مسابقه آواز یوروویژن ۲۰۱۳ به همراه نودیکو تاتیشویلی نماینده گرجستان بود.